# M’Bagnick M’Bodj
M’Bagnick M’Bodj (ur. 7 sierpnia 1940) – senegalski judoka. Olimpijczyk z Monachium 1972, gdzie siódme miejsce w wadze ciężkiej.

## Letnie Igrzyska Olimpijskie 1972
| Konkurencja | Eliminacje             | Repsaże                  | Klas. końcowa |
| Konkurencja | Przeciwnik I           | Przeciwnik I             | Miejsce       |
| ----------- | ---------------------- | ------------------------ | ------------- |
| +93 kg      | Giwi Onaszwili (SUN) P | Motoki Nishimura (JPN) P | 7.            |